# Lim Jock Hoi

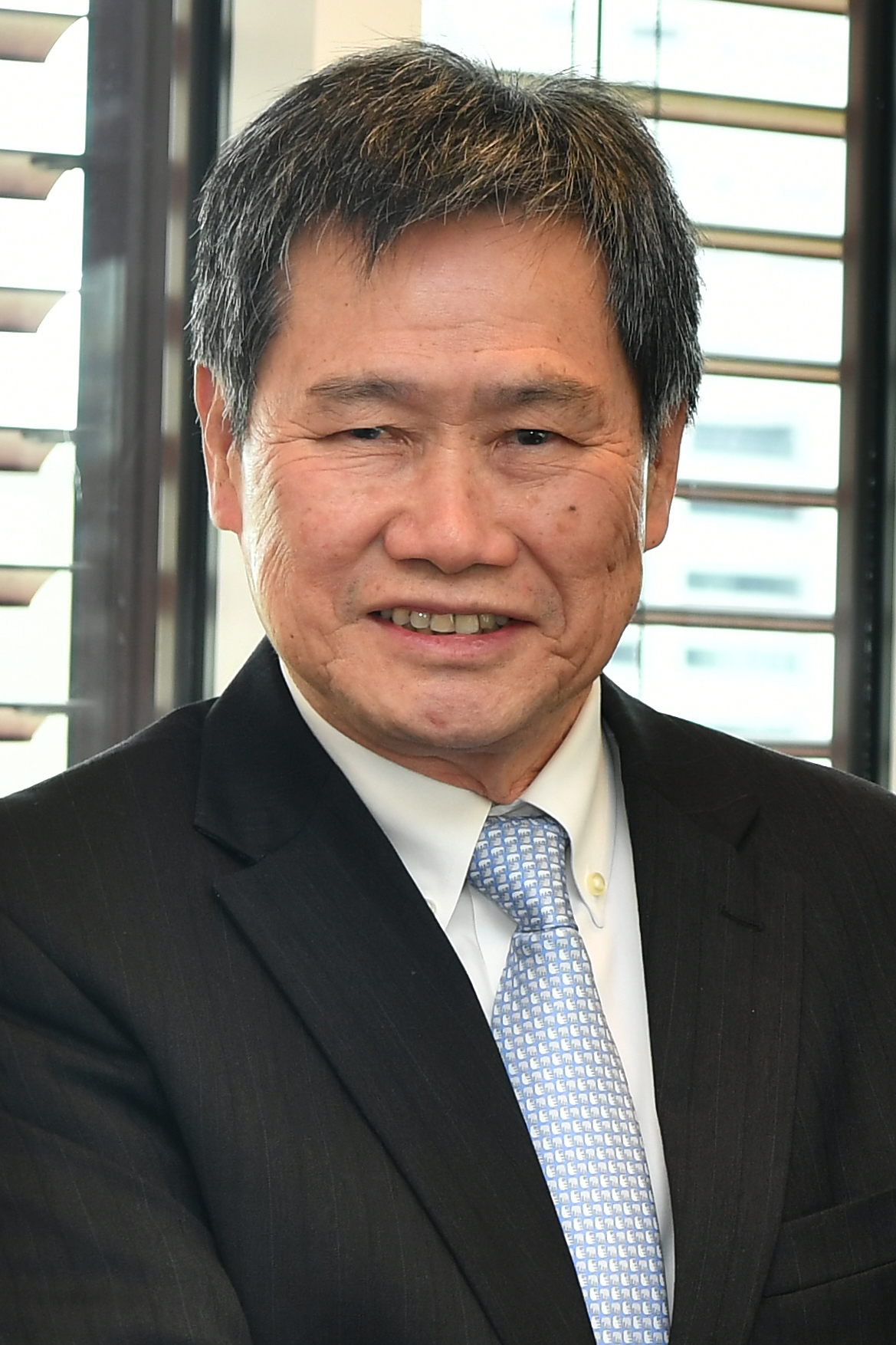
Lim Jock Hoi, 2019

Lim Jock Hoi (* 5. Dezember 1951) ist ein Diplomat aus Brunei und derzeitiger Generalsekretär der ASEAN.

## Werdegang
Lim Jock Hoi erhielt 1976 einen Bachelor-Abschluss in Wirtschaft an der City of London Polytechnic (heute London Metropolitan University) und post-graduierte 1977 mit einem Zertifikat für das Lehramt.
Im selben Jahr trat Lim Jock Hoi als Beamter im Lehramt in Brunei in den Staatsdienst ein und arbeitete von 1981 bis 1985 als Direktor einer Sekundarschule. Vom Februar 2001 bis Juli 2005 war er ernannter Generaldirektor für internationale Beziehungen und Handelsentwicklung im Ministerium für Industrie und primäre Ressourcen von Brunei. Im September 2005 wurde Lim Jock Hoi zum stellvertretenden Ständigen Sekretär des Ministers für Außenangelegenheiten und Handel ernannt.
Seit 2006 hatte Lim Jock Hoi das Amt des Ständigen Sekretärs im Ministerium für Außenangelegenheiten und Handel Bruneis inne. In seiner Amtszeit diente er als höherer Beamte Bruneis beim ASEAN Economic Community Pillar (SEOM), bei der Asiatisch-Pazifischen Wirtschaftsgemeinschaft (APEC) und dem Asia-Europe Meeting (ASEM). Seit 2011 war Lim Jock Hoi Mitglied der High Level Task Force bei der ASEAN Economic Integration (HLTF-EI) und diente ab 2017 als Vorsitzender der HLTF-EI. Lim Jock Hoi war der Chefunterhändler seines Landes für das geplante Handelsabkommen der Transpazifische Partnerschaft (Trans-Pacific Partnership Agreement TPP) und ebenso für das Pacific-4 (P4 Agreement), dem Vorläufer der TPP-Verhandlungen. Zuvor war Lim Jock Hoi auch stellvertretender Vorsitzender bei den Verhandlungen zur ASEAN-Australia-New Zealand Free Trade Area (AANZFTA), die 2009 geschaffen wurde. Chefunterhändler Bruneis war Lim Jock Hoi auch beim Brunei Darussalam-Japan Economic Partnership Agreement (BJEPA).
Von Juni 2011 bis 2017 war Lim Hock Hoi der Vorsitzende des Verwaltungsrates des Wirtschaftsforschungsinstitutes der ASEAN und Ostasien (Economic Research Institute for ASEAN and East Asia ERIA). Außerdem war er Mitglied im Externen Beratergremium für die ASEN-2030-Studie, die von der Asiatischen Entwicklungsbank (ADB) erstellt wurde.
Am 1. Januar 2018 übernahm Lim Jock Hoi das Amt des Generalsekretär der ASEAN.

## Familie
Lim Jock Hoi ist verheiratet und hat zwei Söhne.

## Ehrungen
2007 erhielt Lim den Most Honourable Order of Seri Paduka Mahkota Brunei, zweiter Klasse (D.P.M.B) (malaiisch Darjah Seri Paduka Mahkota Brunei Yang Amat Mulia). Aufgrund dessen trägt er den Ehrentitel Dato’ Paduka, was daher auch die formelle Anrede für Lim ist.